# Doopsgezinde kerk (Rottevalle)
De doopsgezinde kerk (ook Vermaning) van Rottevalle is een kerkgebouw in de Nederlandse provincie Friesland.

## Geschiedenis

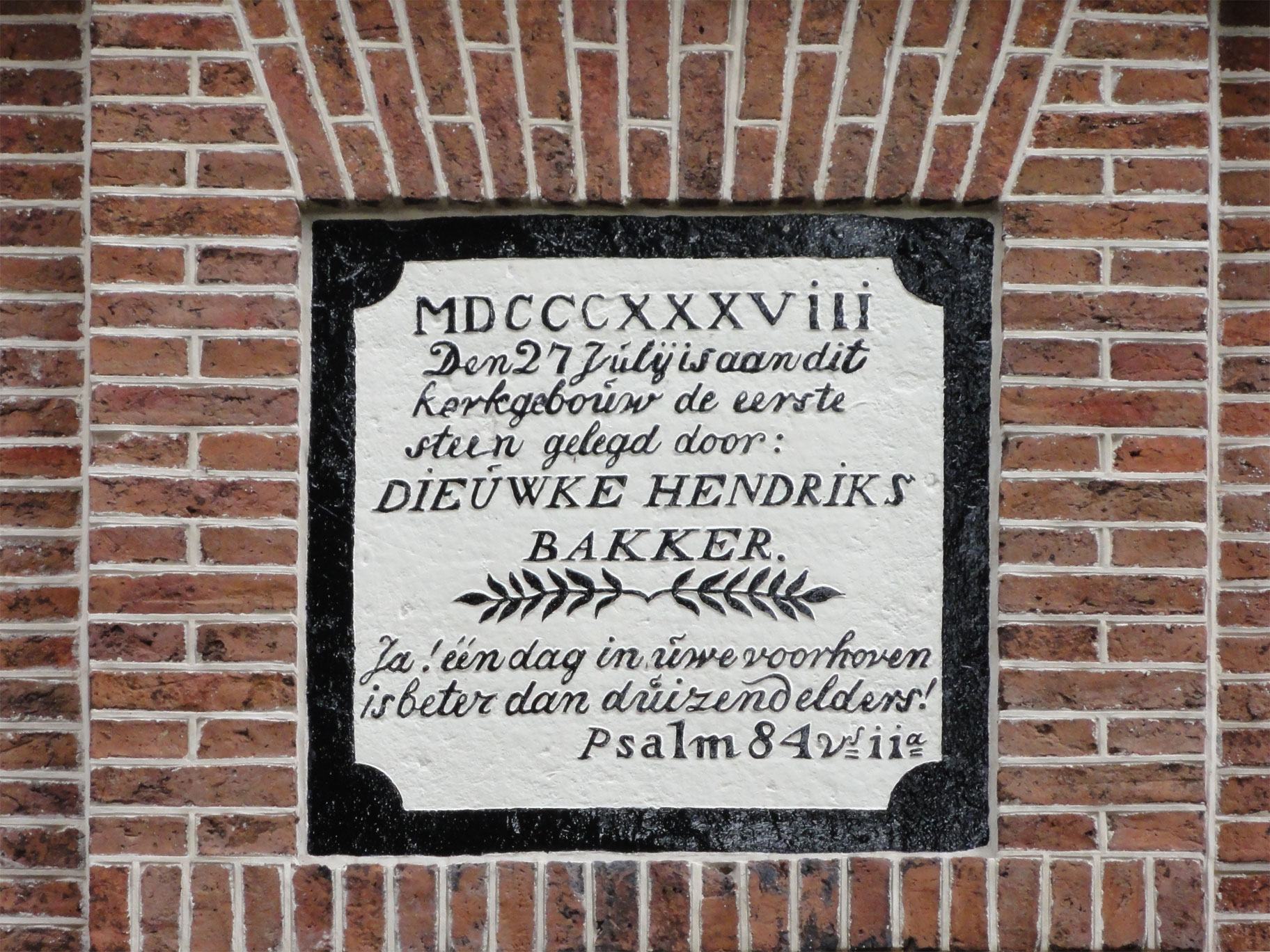
De eerste steen in de doopsgezinde kerk van Rottevalle

In het begin van de 17e eeuw vestigden zich doopsgezinden in het Witveen in de buurt van Rottevalle. In 1671 kregen zij hun eerste kerkgebouw in het Witveen. Bijna een eeuw later, in 1769, werd er een tweede kerk in het dorp Rottevalle gebouwd. In 1838 werden beide kerkgebouwen vervangen door een nieuw gebouw aan de Haven 16 in Rottevalle. De kerk is een eenvoudige zaalkerk. De twee windvanen hebben de vorm van een schip en van een paard.
De eerste steen (zie afbeelding) werd gelegd door Dieuwke Hendriks Bakker, het zevenjarige dochtertje van een van de diakenen van de doopsgezinde gemeente van het Witveen en Rottevalle. Het gebouw is erkend als rijksmonument.
In de consistorie bevindt zich op een balk de leidende tekst van Menno Simons, de grondlegger van de doopsgezinde gemeenten, geschreven in het Fries: Want in oar fünemint as wat der al leit, kin net ien lizze; en dat is Jezus Kristus (want niemand kan een ander fundament leggen dan er al ligt – Jezus Christus zelf - 1 Korintiërs 3:11).